# Dirk Meyer (Ökonom)
Dirk Meyer (* 7. Dezember 1957 in Kiel) ist Professor für Volkswirtschaftslehre an der Helmut-Schmidt-Universität/Universität der Bundeswehr - Hamburg.

## Akademische Laufbahn
Dirk Meyer studierte Volkswirtschafts- und Betriebswirtschaftslehre an der Christian-Albrechts-Universität zu Kiel (CAU) und erhielt 1982 sein Diplom in Volkswirtschaftslehre und 1983 sein Diplom in Betriebswirtschaftslehre. Anschließend promovierte er 1987 über  Arbeitsmarktpolitische Interventionen in der Bundesrepublik Deutschland. Eine Analyse unter besonderer Beachtung dynamischer Effekte zum Doktor der Wirtschaftswissenschaften. 1992 folgte seine Habilitation mit der Arbeit Technischer Fortschritt im Gesundheitswesen. Eine Analyse der Anreizstrukturen aus ordnungstheoretischer Sicht.
Meyer hatte eine Vertretungsprofessur an den Universitäten Bochum und Hamburg und ist seit 1994 Professor für Volkswirtschaftslehre am Institut für Volkswirtschaftslehre der Helmut-Schmidt-Universität/Universität der Bundeswehr - Hamburg. Dort hat er einen Lehrstuhl für Ordnungsökonomik inne. Seine Forschungsgebiete umfassen die Ordnungs-, Wettbewerbs-, Arbeitsmarkt- und Sozialpolitik, die Innovationsforschung sowie die Europäische Integration und das Europäische Währungssystem.
Er hat zahlreiche Publikationen zum Euro und der EU veröffentlicht.

## Politische Positionen
Meyer war 2005 einer der Unterzeichner des Hamburger Appells, in dem insbesondere für eine streng stabilitätsorientierte Finanzpolitik der Bundesregierung geworben wurde. Er war einer der 68 Hauptzeichner der Wahlalternative 2013. Zudem war er ab 2013 –- ohne Parteimitglied zu sein – Mitglied im wissenschaftlichen Beirat der Partei Alternative für Deutschland, trat jedoch im Juli 2015 von dieser Funktion zurück.
Einer breiteren Öffentlichkeit wurde Meyer bekannt, als er sich für die vom ehemaligen BDI-Präsidenten Hans-Olaf Henkel in die Diskussion gebrachte Forderung der Einführung eines Nord-Euros und Süd-Euros im Jahre 2010 einsetzte. Dabei plädierte er auch für ein Euro-Parallelwährungssystem, das den Mitgliedstaaten die Möglichkeit zu nationalen Währungen eröffnet hätte. Die Euro-Rettungspolitik lehnt Meyer als ökonomisch schädlich, rechtlich problematisch und politisch nicht zielführend ab. Er war an mehreren Verfassungsbeschwerden zur Eurorettung (Griechenlandhilfe I., Europäische Finanzstabilisierungsfazilität) und zum Anleiheankaufprogramm der PSPP der EZB beteiligt.
Im Mai 2018 initiierte er mit Thomas Mayer, Gunther Schnabl und Roland Vaubel den Aufruf Der Euro darf nicht in die Haftungsunion führen!. Dieser wurde von über hundert Ökonomen unterstützt.

## Schriften (Auswahl)
- Arbeitsmarktpolitische Interventionen in der Bundesrepublik Deutschland. Eine Analyse unter besonderer Beachtung dynamischer Effekte (= Europäische Hochschulschriften / 5). Lang, Frankfurt am Main 1988, ISBN 3-8204-0328-0. (zugl. Dissertation)
- Technischer Fortschritt im Gesundheitswesen. Eine Analyse der Anreizstrukturen aus ordnungstheoretischer Sicht (= Schriften zur angewandten Wirtschaftsforschung, Band 61). Mohr, Tübingen 1993, ISBN 3-16-146107-X. (zugl. Habilitation)
- Wettbewerbliche Neuorientierung der Freien Wohlfahrtspflege (= Volkswirtschaftliche Schriften, Nr. 486). Duncker & Humblot, Berlin 1999, ISBN 3-428-09615-0.
- Für mehr Wettbewerb im stationären Altenhilfesektor. Handlungsbedarf aufgrund Kapazitätsprognose 2050 (= Schriften der Gesellschaft für Sozialen Fortschritt, Band 24). Duncker & Humblot, Berlin 2003, ISBN 3-428-11104-4.
- Euro-Krise. Austritt als Lösung? (= Wirtschaft aktuell) Lit, Berlin 2012, ISBN 978-3-643-11775-5.
- hrsg.: Die Zukunft der Währungsunion. Chancen und Risiken des Euros (= Wirtschaft aktuell). Lit, Berlin 2012, ISBN 978-3-643-11918-6.
- Europäische Union und Währungsunion in der Dauerkrise I – Eine Bestandsaufnahme, 2., erweiterte Auflage, Springer Fachmedien Wiesbaden, Wiesbaden 2022, Softcover ISBN 978-3-658-35714-6 und eBook ISBN 978-3-658-35715-3, https://doi.org/10.1007/978-3-658-35715-3.
- Europäische Union und Währungsunion in der Dauerkrise II – Szenarien für die Zukunft des Euro, 2., erweiterte Auflage, Springer Fachmedien Wiesbaden, Wiesbaden 2022, Softcover ISBN 978-3-658-35712-2 und eBook ISBN 978-3-658-35713-9, https://doi.org/10.1007/978-3-658-35713-9.